# Mao cước Trung Bộ
Mao cước Trung Bộ (danh pháp: Capillipedium annamense) là một loài thực vật có hoa trong họ Hòa thảo. Loài này được A.Camus mô tả khoa học đầu tiên năm 1925.